# François Charles Delavau
Pour les articles homonymes, voir Delavau.
François Charles Delavau est un homme politique français né le 7 mai 1799 à La Châtre (Indre) et décédé le 23 novembre 1876 à La Châtre.

## Biographie
François Charles Delavau est le fils de  Joseph Pierre Delavau, notaire et maire de La Châtre de 1805 à 1813, et de Françoise-Sophie Pez du Plessis. Il suit ses études à Blois et sa médecine à Paris, avant de s'établir comme docteur en médecine dans sa ville natale en 1825. 
Membre du conseil municipal de la Châtre sous la Restauration, il est nommé maire de la ville après la révolution de juillet 1830 et membre du conseil général de l'Indre en 1832, qu'il préside par la suite de 1848 à 1870. 
Le 9 juillet 1842, il est élu député du 3e collège électoral de l'Indre (La Châtre), face à Léonard Muret de Bort, député sortant. Il prend place au centre gauche, demande l'abrogation des lois contre la presse, vote contre les fortifications de Paris et défend en mainte occasion les libertés publiques. Pendant la crise des céréales de 1845, il engage sa fortune personnelle pour parer, dans son département, aux nécessités les plus pressantes. 
Réélu le 1er août 1846, il n'assiste qu'irrégulièrement aux séances de la Chambre, retenu dans l'Indre par les incendies et les assassinats qui désolèrent alors ce département (1846-1847). Il s'associe à la campagne des banquets en faveur de la réforme électorale et vote contre le cabinet Guizot.
Après la révolution de février 1848, le gouvernement provisoire le nomme commissaire-général de la République dans l'Indre. Le 23 avril 1848, il est élu représentant de l'Indre à l'Assemblée constituante. Il s'assoit au centre gauche et vote : pour le bannissement de la famille d'Orléans, pour la loi sur les attroupements, pour le décret sur les clubs, contre la proposition Proudhon, pour les poursuites contre Louis Blanc et Caussidière (15 mai) et contre les poursuites contre Caussidière (23 juin), pour l'abolition de la peine de mort, contre l'amendement Grévy, contre le droit au travail, contre la diminution de l'impôt du sel, pour le renvoi des accusés du 15 mai devant la Haute-Cour, contre l'amnistie générale, pour l'interdiction des clubs, contre l'amnistie des transportés, contre la mise en accusation du président et de ses ministres et pour l'abolition de l'impôt des boissons.

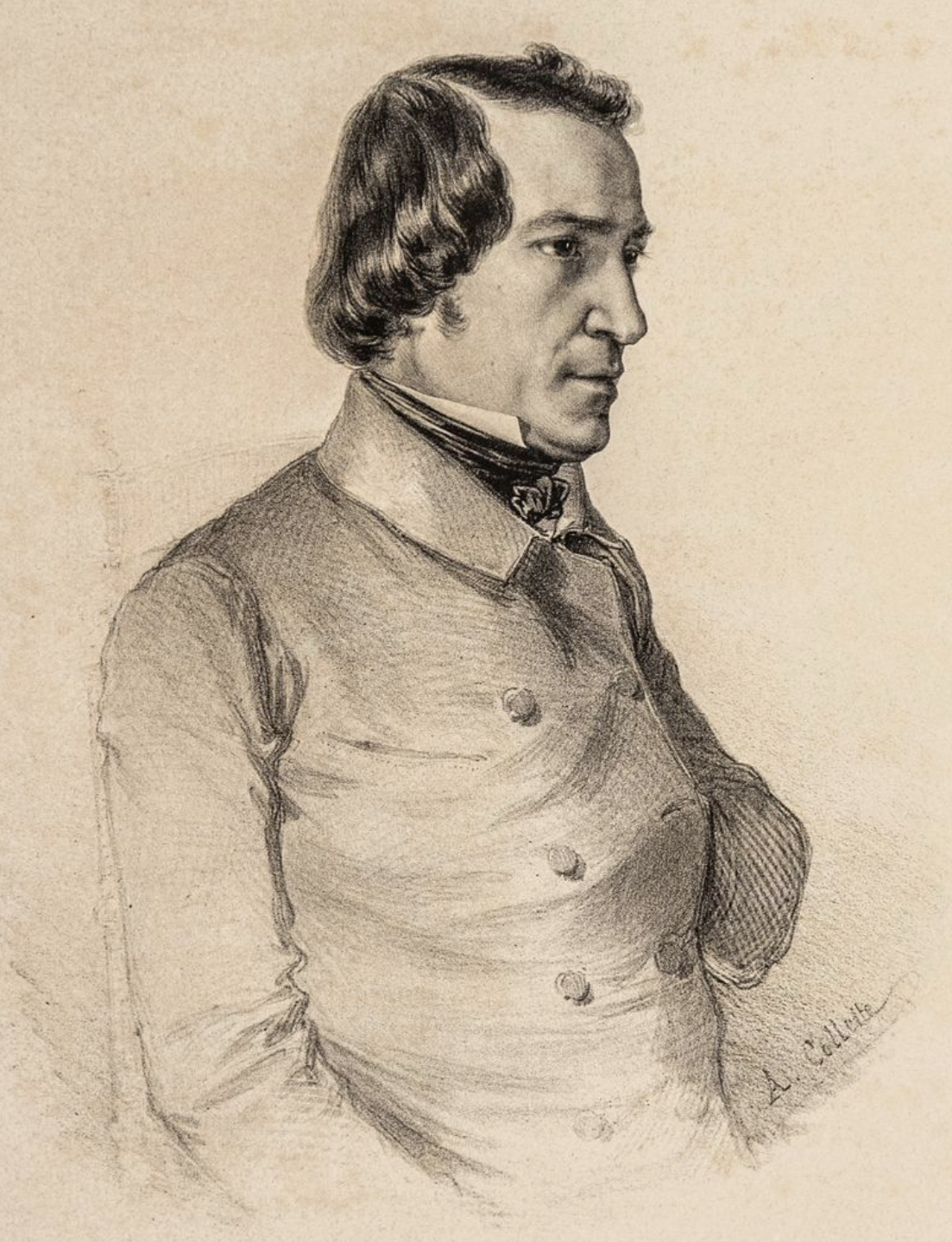
Lithographie de Charles Delavau, par Alexandre Collette.

Réélu par le même département à l'Assemblée législative, le 13 mai 1849, il se montre favorable à la politique de l'Élysée, vote pour l'expédition de Rome et la loi Falloux-Parieu sur l'enseignement, et, après le coup d'État du 2 décembre 1851, est appelé par le prince-président à faire partie de la commission consultative. 
Candidat officiel du gouvernement pendant toute la durée du Second Empire, il est successivement réélu député le 29 février 1852, le 22 juin 1857, le 1er juin 1863 et le 24 mai 1869. À la Chambre, Delavau siège dans la majorité dynastique. 
La révolution du 4 septembre 1870 le rend à la vie privée.